# Heberth Ríos
Heberth Armando Ríos (Madrid, Cundinamarca, 28 september 1956) is een voormalig profvoetballer uit Colombia, die als doelman onder meer speelde voor Independiente Santa Fe en Once Caldas uit Manizales.

## Interlandcarrière
Ríos nam met het Colombiaans voetbalelftal deel aan de Olympische Spelen van 1980 in Moskou, en speelde daar mee in twee van de drie groepswedstrijden. Hij speelde ook voor zijn vaderland bij de strijd om de Copa América 1979.